# Осон
Осо̀н (на френски: Auxonne) е град в Източна Франция, департамент Кот д'Ор на регион Бургундия-Франш Конте. Разположен е на река Сона, на 30 km югоизточно от град Дижон. Населението му е около 7700 души (2007).